# Хороше (Табунський район)
Хоро́ше (рос. Хорошее) — село (в минулому селище) у складі Табунського району Алтайського краю, Росія. Входить до складу Серебропольської сільської ради.

## Населення
Населення — 290 осіб (2010; 327 у 2002).
Національний склад (станом на 2002 рік):
- німці — 64 %
- росіяни — 32 %